# Fushigi Yugi
Fushigi Yugi (ふしぎ遊戯 lt. "Piesa de teatru misterioasă"?), de asemenea cunoscută sub numele de Fushigi Yûgi: The Mysterious Play (Fushigi Yugi: Piesa de teatru misterioasă) sau Curious Play, (Piesa de teatru curioasă) e o serie manga shojo scrisă și ilustrată de Yuu Watase. Este vorba despre două adolescente, Miaka și Yui, care sunt absorbite de Universul Celor Patru Zei, un roman chinez misterios de la Biblioteca Națională a Dietei. Pe scurt, povestea este bazată pe legenda celor patru creaturi mitologice din China. Shogakukan a publicat capitolele individuale în revista Shōjo Comic între decembrie 1991 și mai 1996, care au fost mai apoi publicate în 18 volume individuale.
Studio Pierrot a adaptat primele 14 volume într-un serial anime care s-a difuzat între aprilie 1995 și mai 1996 pe TV Tokyo. După terminarea difuzării serialului, au fost lansate trei animații originale pe video (OVA), prima având trei episoade, a doua șase, iar ultima, Fushigi Yûgi: Eikoden, având patru episoade.
O serie de 13 romane scrise de Megumi Nishizaki, au fost publicate de către Shogakukan între ianuarie 1998 și septembrie 2003. Watase de asemenea a creat două serii manga ce servesc drept prequel poveștii principale: Fushigi Yûgi: Genbu Kaiden, care a fost publicată din martie 2003 până în februarie 2013, și Fushigi Yûgi: Byakko Senki, care și-a început publicarea în august 2017.
În America de Nord, Viz Media a licențiat seria manga pentru o ediție în limba engleză în 1999. Seria anime a fost licențiat întâi de către Geneon Entertainment, iar apoi de Media Blasters în 2012. În prezent, este disponibilă pentru vizionare în România pe platforma Crunchyroll cu subtitrare și dublaj în limba engleză.

## Premisă
Seria povestește întâmplările a două fete, Miaka și Yui, eleve în ultimul an de școală secundară. Într-o zi, în timp ce se aflau la bibliotecă, cele două găsesc o carte bizară numită Universul Celor Patru Zei. Citind-o, Miaka și Yui sunt transportate în universul cărții, în China antică. Yui este trimisă înapoi în lumea reală aproape imediat, dar Miaka ajunge să fie numită Fecioara lui Suzaku (朱雀の巫女 Suzaku no Miko?). Miaka este destinată să găsească luptătorii celești ai zeului Suzaku, care protejează ținutul Konan, ca să-l invoce și să obțină trei dorințe. Va ajunge să se îndrăgostească de Tamahome, unul dintre luptătorii celești, care ajunge să simtă la fel, iar astfel dorința Miakăi de a intra în liceul dorit ajunge să se schimbe într-o dorință arzătoare de a fi cu Tamahome. Yui e de asemenea trimisă în lumea cărții și ajunge Fecioara lui Seiryu, zeul țării vecine, Koku; va ajunge să lucreze împotriva Miakăi, din gelozia simțită față de Tamahome și pentru umilința de care a avut parte când a ajuns în universul cărții.

## Manga
Scrisă și ilustrată de Yuu Watase, capitolele seriei Fushigi Yugi au fost publicate o dată la două săptămâni în revista Shōjo Comic. Primul capitol a fost publicat în nr.1/1992, publicat în decembrie 1991, încheindu-se cu ultimul capitol în numărul cu data de 5 iunie, 1996 (nr.12/1996), publicat în mai 1996. Seria a fost, de asemenea, publicată în volume individuale de editura Shogakukan, cu un volum nou apărând o dată la patru luni.
În 1992, editura nord-americană Viz Media a licențiat seria manga pentru o publicare în limba engleză în America de Nord. Începând cu august 1998, seria a fost publicată în format de carte cu copertă broșată, paginile fiind oglindite pentru a reflecta maniera de lecturare a cărților (de la stânga la dreapta) în occident. Câtorva personaje li s-au oferit pronunția numelor atât din japoneză, cât și din chineză. În 1998, Watase a făcut o vizită în SUA și s-a întâlnit cu redacția de la Viz la sediul lor din San Francisco, iar la cererea ei au folosit numele chineze ale personajelor, incluzând și personaje importante ca Tai Yi-Jun (Taitsukun). Personajele ale căror nume au rămas în japoneză în ediția în limba engleză sunt personajele ale căror nume au pronunția japoneză a constelațiilor străvechi, nefiind vreodată intenția lor de a fi în chineză. Asta a cauzat câteva confuzii între persoanele care s-au uitat doar la varianta serialului anime, deoarece acolo s-au folosit doar numele în japoneză. De exemplu, în manga, țara în care domnește Hotohori e numită "Hong-Nan", în loc de termenul "Konan", utilizat în seria anime. După opt volume, Viz a încetat publicarea Fushigi Yûgi, revenind din nou din iunie 2003, când a lansat primele două volume în ediții standard, fără pagini oglindite. Următoarele volume au fost publicate o dată la patru luni, incluzând ultimele 10 volume nepublicare anterior, astfel că ultimul volum a fost lansat în aprilie 2006. Între 2009 și 2010, Viz a republicat seria ca parte a ediției "VIZBIG", combinând trei volume din ediția originală într-un volum mare, de aprox. 600 de pagini.

## Anime
O serie anime de 52 de episoade bazată pe primele 14 volume de manga a fost produsă de studioul de animație Pierrot și s-a difuzat pe TV Tokyo între 6 aprilie 1995 și 28 martie 1996. Au fost anumite diferențe în această adaptare, astfel că uneori evenimentele din anime nu corespund în totalitate cu cele din manga.
În prezent, este disponibilă pentru vizionare în România pe platforma Crunchyroll cu subtitrare și dublaj în limba engleză.

### OVA
După încheierea seriei anime, mai multe OVA au fost lansate direct pe casetă video și pe DVD. Prima serie OVA, intitulată simplu Fushigi Yugi (ふしぎ遊戯?), cuprinde trei episoade care au fost lansate individual pe casetă video între 25 octombrie, 1996 și 25 februarie, 1997. Conținutul acestui OVA nu corespunde niciunui capitol din manga, făcând parte doar din anime. A doua serie OVA, Fushigi Yugi: Dai Ni Bu (ふしぎ遊戯 第二部?), conține 6 episoade ce adaptează capitolele cuprinse în volumele 15 - 18 din manga; cele 6 episoade au fost lansate pe casetă video între 25 mai, 1997 și 25 octombrie, 1998. 
A treia și ultima serie OVA, Fushigi Yugi: Eikouden (ふしぎ遊戯 -永光伝- lit. Fushigi Yugi: Capitolul Luminii Eterne?), cuprinde patru episoade ce adaptează două romane scrie de Megumi Nishizaki. În acest OVA, situat la câțiva ani după evenimentele din seria precedentă de OVA, cartea „Universul Celor Patru Zei” își caută un nou protagonist, iar o fată pe nume Mayo Sakaki, o găsește din întâmplare și este transportată în lumea din interiorul cărții imediat dupa deschiderea sa, devening noua Fecioară a lui Suzaku. Cele patru episoade au fost lansate pe DVD-uri individuale, între 21 decembrie, 2001 și 25 iunie, 2002.

### Difuzare internațională

#### America de Nord
| Țară                       | Limbă   | Canalul de televiziune | Titlu                             | Titlu tradus în limba română              |
| -------------------------- | ------- | ---------------------- | --------------------------------- | ----------------------------------------- |
| Statele Unite ale Americii | engleză | International Channel  | Fushigi Yûgi: The Mysterious Play | Fushigi Yûgi: Piesa de teatru misterioasă |

#### Asia
| Țară | Limbă       | Canalul de televiziune | Titlu          | Titlu tradus în limba română          |
| --- | ----------- | ---------------------- | -------------- | ------------------------------------- |
| Filipine Singapore India Brunei Cambodia Malaysia Indonezia Myanmar Hong Kong, China Macao Maldive Vietnam Palau Papua Noua Guinee Mongolia Bangladesh | engleză     | Animax Asia, AXN Asia  | Curious Play   | Piesa de teatru curioasă              |
| Hong Kong, China | cantoneză   | ATV                    | 不思议游戏     | Joc fantastic                         |
| Coreea de Sud | coreeană    | Tooniverse             | 환상게임       | Jocul fantaziei                       |
| Indonezia | indoneziană | necunoscut             | Curious Play   | Piesa de teatru curioasă              |
| Filipine | tagalog     | TV5, GMA Network       | Fushigi Yuugi  | Fushigi Yuugi                         |
| China | chineză     | necunoscut             | 梦幻游戏       | Jocul fantaziei                       |
| Taiwan | chineză     | Animax Taiwan          | 夢幻遊戲       | Jocul fantaziei                       |
| Thailanda | thailandeză | Animax Thailanda       | พลิกตำนานมาพบรัก | Întoarce pagina pentru a găsi iubirea |

#### Europa
| Țară       | Limbă             | Canalul de televiziune                                            | Titlu                                                                                  | Titlu tradus în limba română              |
| ---------- | ----------------- | ----------------------------------------------------------------- | -------------------------------------------------------------------------------------- | ----------------------------------------- |
| Portugalia | portugheză        | Canal Panda                                                       | Fushigi yugi: o jogo misterioso                                                        | Fushigi yugi: jocul misterios             |
| Spania     | spaniolă catalană | Buzz (varianta în lb. spaniolă) TV3,K3 (varianta în lb. catalană) | Fushigi yugi: el juego misterioso (spaniolă) Fushigi yûgi: el joc misteriós (catalană) | Fushigi yugi: jocul misterios             |
| Franța     | franceză          | Gong                                                              | Fushigi Yûgi                                                                           | Fushigi Yûgi                              |
| Germania   | germană           | doar pe DVD (OVA1 și 2)                                           | Fushigi Yûgi: The Mysterious Play                                                      | Fushigi Yûgi: Piesa de teatru misterioasă |
| Italia     | italiană          | doar pe DVD (OVA1 și 2)                                           | Fushigi Yûgi: il gioco misterioso                                                      | Fushigi Yûgi: jocul misterios             |
| Polonia    | poloneză          | Hyper, Canal+                                                     | Tajemnica przeszłości                                                                  | Misterul din trecut                       |
| Rusia      | rusă              | MTV Rusia, DVD                                                    | Таинственная игра                                                                      | Jocul misterios                           |

#### Lumea arabă
| Țară | Limbă | Canalul de televiziune | Titlu  | Titlu tradus în limba română |
| --- | ----- | ---------------------- | ------ | ---------------------------- |
| Siria Egipt Iran Irak Bahrain Oman Iordania Emiratele Arabe Unite Liban Qatar Yemen Algeria Maroc Tunisia Somalia Sudan | arabă | Spacetoon, SPTV        | السراب | Miraj                        |